# Suwałki
Suwałki (uitspraakⓘ) (Duits: Suwalken, 1941-1944 Sudauen; Litouws: Suvalkai) is een stad in het Poolse woiwodschap Podlachië. De oppervlakte bedraagt 65,5 km², het inwonertal 69.639 (2020).
In de stad werd in 1920 het Verdrag van Suwałki ondertekend, na de Pools-Litouwse oorlog.   
Suwałki is de grensstad waarlangs de weg van West-Europa naar het Balticum loopt voor reizigers die niet buiten de Europese Unie willen gaan, dat wil zeggen niet door Kaliningrad willen reizen. Een twintigtal kilometer noordoost van de stad ligt de strategische Suwałki-corridor.

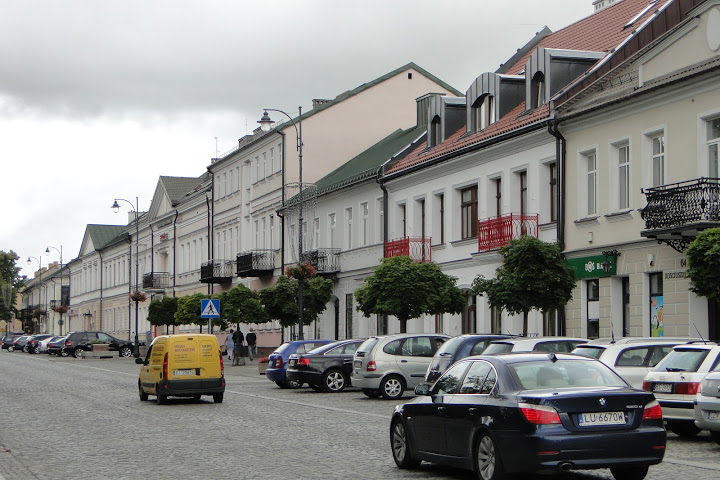
Kościuszkostraat

## Geboren in Suwałki
- Andrzej Wajda (1926-2016), filmregisseur